# Rejon manturowski (obwód kurski)
Rejon manturowski (ros. Мантуровский район) – jednostka administracyjna wchodząca w skład obwodu kurskiego w Rosji.
Centrum administracyjnym rejonu jest wieś Manturowo.

## Geografia
Powierzchnia rejonu wynosi 1016,96 km².
Graniczy z innymi rejonami obwodu kurskiego: timskim, gorszeczeńskim, pristieńskim, sołncewskim (obwód kurski) oraz gubkińskim obwodu biełgorodzkiego.
Głównymi rzekami rejonu są: Sejm i Oskoł.

## Historia
Rejon powstał w roku 1977.

## Demografia
W 2018 rejon zamieszkiwało 12 164 mieszkańców (wyłącznie na terenach wiejskich).

## Miejscowości
W skład rejonu wchodzi: 19 sielsowietów i 63 wiejskie miejscowości.